# Truth (album de Robben Ford)
Pour les articles homonymes, voir Truth.
Albums de Robben Ford
City Life
(2006) Soul on Ten
(2009)
Truth (7 août 2007) est un album du guitariste et chanteur de blues, jazz et rock américain Robben Ford.
Il a été classé en tête du classement au Billboard en 2007 dans la catégorie album de blues.

## Liste des titres
1. "Lateral Climb" - 4:20
2. "How Deep In The Blues (Do You Want To Go) - 4:19
3. "Nobody's Fault But Mine" - 3:14
4. "Riley B. King" - 6:17
5. "You're Gonna Need A Friend" - 5:45
6. "One Man's Ceiling Is Another Man's Floor" (feat. Susan Tedeschi) - 4:38
7. "Too Much" - 4:14
8. "Peace On My Mind" - 6:02
9. "There'll Never Be Another You" - 5:17
10. "River Of Soul" - 6:20
11. "Moonchild Blues" - 5:41

"Nobody's Fault But Mine" et "One Man's Ceiling Is Another Man's Floor" sont respectivement des compositions de Otis Redding et Paul Simon.

## Musiciens
- Robben Ford - guitare, chant
- Jeff Babko - orgue
- Chris Chaney - basse
- Charley Drayton - batterie
- Bernie Dresel - batterie
- Jimmy Earl - basse
- Russell Ferrante - piano
- Dan Fornero - Trompette
- Siedah Garrett - chant
- Larry Goldings - orgue Hammond, Piano électrique Wurlitzer
- Will Lee - basse
- Gary Novak - batterie
- Toss Panos - batterie
- Ken Stacey - chant
- Susan Tedeschi - chant
- David Woodford - saxophone (baryton et ténor)
- Bernie Worrell - Piano électrique Wurlitzer